# Kommunalstyrelse
Kommunalstyrelse blev i Sverige genom 1862 års kommunalförordningar benämning på  vissa förvaltningsärendens handhavande ej av staten omedelbart genom statstjänare, utan av lokala samhällen – kommuner i inskränkt eller vidsträckt mening – på uppdrag eller med tyst medgivande av staten. Organen för kommunalstyrelsen kunde vara dels av kommunens röstberättigade medlemmar bestående församlingar, dels kommunala förtroendemän.
I Finland blev kommunalstyrelse, genom 1948 års kommunallag, vilken trädde i kraft 1949, ny benämning på kommunalnämnd, men har sin tur ersatts av kommunstyrelse.